# سیارک ۹۷
سیارک ۹۷ (به انگلیسی: 97 Klotho) نود و هفتمین سیارک کشف شده‌است که در ۱۷ فوریه ۱۸۶۸ و در مارسی کشف شد.
قدر مطلق سیارک برابر ۷٫۶۳ است.